# Englische Fußballnationalmannschaft/Europameisterschaften
Der Artikel beinhaltet eine ausführliche Darstellung der englischen Fußballnationalmannschaft bei Europameisterschaften. England wurde bisher zweimal Zweiter und einmal Dritter und erreichte noch einmal das Halbfinale bei der Heim-EM 1996. 2021 wurde erstmals das Finale erreicht.

## Die Nationalmannschaft bei Europameisterschaften

### Übersicht
England nahm 2024 zum elften Mal an der Endrunde zur Europameisterschaft teil und erreichte durch die Finaleinzüge 2021 und 2024 die bisher besten Ergebnisse. Beste Resultate zuvor waren im Jahr 1968 der dritte Platz und bei der EM im eigenen Land im Jahr 1996 schied sie erst im Halbfinale im Elfmeterschießen gegen den späteren Sieger Deutschland aus.
| Jahr | Gastgeberland           | Teilnahme bis …    | Letzte(r) Gegner                | Ergebnis 1    | Trainer             | Bemerkungen und Besonderheiten |
| ---- | ----------------------- | ------------------ | ------------------------------- | ------------- | ------------------- | --- |
| 1960 | Frankreich              | nicht teilgenommen |                                 |               |                     | |
| 1964 | Spanien                 | nicht qualifiziert |                                 |               |                     | in der Vorrunde an Frankreich gescheitert, das sich auch nicht für die Endrunde qualifizieren konnte |
| 1968 | Italien                 | Spiel um Platz 3   | UdSSR                           | Dritter       | Sir Alf Ramsey      | |
| 1972 | Belgien                 | nicht qualifiziert |                                 |               |                     | im Viertelfinale am späteren Europameister Deutschland gescheitert |
| 1976 | Jugoslawien             | nicht qualifiziert |                                 |               |                     | in der Qualifikation am späteren Europameister Tschechoslowakei gescheitert |
| 1980 | Italien                 | Vorrunde           | Belgien, Italien, Spanien       | 6.*           | Ron Greenwood       | nach je einem Sieg, einem Remis und einer Niederlage als Gruppendritter ausgeschieden |
| 1984 | Frankreich              | nicht qualifiziert |                                 |               |                     | in der Qualifikation an Dänemark gescheitert |
| 1988 | BR Deutschland          | Vorrunde           | Irland, Niederlande, UdSSR      | 7.*           | Bobby Robson        | nach drei Niederlagen als Gruppenletzter ausgeschieden |
| 1992 | Schweden                | Vorrunde           | Dänemark, Frankreich, Schweden  | 7.*           | Graham Taylor       | nach zwei Remis und einer Niederlage gegen Gastgeber Schweden als Gruppenletzter ausgeschieden |
| 1996 | England                 | Halbfinale         | Deutschland                     | 3.*           | Terry Venables      | Niederlage im Elfmeterschießen gegen den späteren Europameister |
| 2000 | Niederlande und Belgien | Vorrunde           | Deutschland, Portugal, Rumänien | 11.*          | Kevin Keegan        | nach einem Sieg gegen den Titelverteidiger und zwei Niederlagen als Gruppendritter ausgeschieden |
| 2004 | Portugal                | Viertelfinale      | Portugal                        | 5.*           | Sven-Göran Eriksson | Niederlage im Elfmeterschießen gegen den Gastgeber und späteren Vizeeuropameister |
| 2008 | Österreich und Schweiz  | nicht qualifiziert |                                 |               |                     | in der Qualifikation an Kroatien und Russland gescheitert |
| 2012 | Polen und Ukraine       | Viertelfinale      | Italien                         | 5.*           | Roy Hodgson         | Gruppensieger nach einem Remis gegen Frankreich sowie Siegen gegen Schweden und Co-Gastgeber Ukraine; erneutes Ausscheiden nach Elfmeterschießen |
| 2016 | Frankreich              | Achtelfinale       | Island                          | 12.*          | Roy Hodgson         | Mit einem Sieg gegen den späteren Gruppensieger Wales und zwei Remis gegen Russland und die Slowakei als Gruppenzweiter die K.-o.-Runde erreicht. |
| 2021 | Europa                  | Finale             | Italien                         | Zweiter Platz | Gareth Southgate    | England stellte mit dem Wembley-Stadion die Spielstätte für drei Gruppenspiele, ein Achtelfinale sowie die beiden Halbfinalspiele und das Finale, musste sich aber wie alle anderen UEFA-Mitglieder für die EM qualifizieren, was am vorletzten Spieltag gelang. Gegner in der Gruppenphase waren Kroatien, Tschechien und Schottland, das sich über die Playoffs qualifizierte. Mit zwei Toren bei zwei Siegen und einem Remis erreichten sie das Achtelfinale gegen Deutschland, das mit 2:0 gewonnen wurde. Nach Siegen gegen die Ukraine und Dänemark wurde das Finale erreicht. |
| 2024 | Deutschland             | Finale             | Spanien                         | Zweiter Platz | Gareth Southgate    | Gruppensieger in der Qualifikation vor Italien, der Ukraine, Nordmazedonien und Malta. Gruppengegner bei der Endrunde waren in der Gruppenphase Dänemark, Serbien und Slowenien, im Achtelfinale die Slowakei, im Viertelfinale die Schweiz. |

## Endrunden mit vier Teilnehmern

### EM 1960
Für die Fußball-Europameisterschaft 1960, die noch als „Europapokal der Nationen“ ausgetragen wurde, hatte die FA ihre Nationalmannschaft nicht gemeldet.

### EM 1964
Vier Jahre später wollte dann auch England teilnehmen und da mehr Mannschaften als 1960 teilnahmen, wurde dem Achtelfinale eine Vorrunde vorgeschaltet. Vor der Qualifikation wurde Sir Walter Winterbottom nach insgesamt 139 Spielen unter seiner Verantwortung von Alf Ramsey als Teammanager abgelöst. In der Vorrunde trafen die Engländer auf Frankreich. Nach einem 1:1 in London verloren sie in Paris mit 2:5. Frankreich setzte sich dann im Achtelfinale zwar gegen Bulgarien durch, scheiterte im Viertelfinale an Ungarn. Ramsay blieb aber im Amt und führte England 1966 zum WM-Titel.

### EM 1968
Für die Fußball-Europameisterschaft 1968 wurden in der Qualifikation erstmals Gruppenspiele angesetzt. Der frisch gebackene Weltmeister England musste gegen die drei anderen britischen Mannschaften antreten und die EM-Qualifikation galt dann gleichzeitig als British Home Championship. England verlor zwar das Heimspiel gegen die Schotten, gewann aber vier der sechs Spiele und erreichte zudem ein Remis in Schottland. Da die Schotten in Wales nur ein Unentschieden erreichten und in Nordirland verloren, hatten die Engländer am Ende einen Punkt mehr und waren für das Viertelfinale qualifiziert. Hier trafen sie auf Titelverteidiger Spanien und setzten sich mit zwei Siegen (1:0 und 2:1) durch, womit sie für die Endrunde der besten Vier qualifiziert waren. Diese fand in Italien statt und England musste gegen die Jugoslawen antreten. Weltmeister England, der noch mit 11 Spielern aus dem WM-Kader anreiste, musste aber auf den dreifachen Finaltorschützen Geoff Hurst und Nobby Stiles verzichten, die sich wenige Tage zuvor bei der WM-Revanche und ersten Niederlage gegen Deutschland verletzt hatten. Daher wurde die englische Mannschaft defensiv aufgestellt und 85 Minuten lang neutralisierten sich beide Mannschaften. Dann gelang zunächst den Jugoslawen das 1:0 und eine Minute später wurde Alan Mullery als erster Engländer in einem Länderspiel vom Platz gestellt. Mit 10 Spielern konnte der Weltmeister in den verbleibenden drei Minuten das Spiel nicht mehr drehen. Im folgenden Spiel um Platz 3 trafen sie auf die UdSSR, die nur durch einen Losentscheid das Halbfinale gegen Gastgeber Italien verloren hatte. Bobby Charlton und WM-Held Geoff Hurst, der nun wieder eingesetzt wurde, erzielten die ersten beiden EM-Tore für England und mit 2:0 wurde England EM-Dritter, eine Platzierung, die sie bis heute nicht mehr übertreffen konnten.

### EM 1972
Für die EM-Endrunde 1972 konnte sich England dann wieder nicht qualifizieren. In einer Gruppe mit der Schweiz, Griechenland und Malta wurde mit fünf Siegen und einem Remis ohne Niederlage zwar der erste Platz belegt, im Viertelfinale verloren sie aber erstmals im Wembley-Stadion gegen Deutschland. Das 1:3 konnten sie dann im torlosen Rückspiel nicht ausgleichen. Deutschland fuhr damit zur EM-Endrunde und wurde erstmals Europameister.

### EM 1976
1976 wurde die Endrunde letztmals mit vier Mannschaften ausgetragen, England scheiterte diesmal bereits in der Gruppenphase an der Tschechoslowakei. Portugal und Zypern, das alle Spiele verlor, landeten auf Platz 3 und 4. Entscheidend für das Ausscheiden war auch ein torloses Remis im Heimspiel gegen Portugal. Die Tschechoslowakei erreichte dann die EM-Endrunde und konnte Titelverteidiger und Weltmeister Deutschland im Elfmeterschießen bezwingen.

## Endrunden mit acht Teilnehmern

### EM 1980
In der Qualifikation für die Europameisterschaft in Italien, die erstmals mit acht Mannschaften ausgetragen wurde, trafen die Engländer in der Gruppe auf Dänemark, Nordirland, Irland und Bulgaren. England setzte sich souverän mit sieben Siegen und einem Remis ohne Niederlage durch und war damit als Gruppensieger für die Endrunde qualifiziert.
Bei der Endrunde fand nun erstmals eine Gruppenphase statt, bei der je vier Mannschaften einmal gegen jede andere spielten und die beste Mannschaft jeder Gruppe direkt das Finale erreichte, während die zweitbeste Mannschaft das letztmals ausgetragene Spiel um Platz 3 bestritt. England traf im ersten Spiel auf Belgien, das die Abseitsfalle perfekt beherrschte. Zwar konnten die Engländer diese bereits nach 26 Minuten knacken, aber drei Minuten später konnten die Belgier ausgleichen. Im zweiten Spiel gegen Gastgeber Italien verloren die Engländer durch ein Tor in der 79. Minute mit 0:1. Da Belgien gegen den dritten Gruppengegner Spanien gewonnen hatte und Italien zuvor gegen Spanien remis gespielt hatte, hatten die Engländer nach zwei Spielen selbst bei einem Sieg im letzten Spiel gegen Spanien keine Chance mehr, das Finale zu erreichen. Dieser Sieg gelang dann auch, da aber Belgien und Italien torlos blieben, hatten beide mehr Punkte als die Engländer. Als Gruppendritter war die EM damit für sie beendet. Kevin Keegan wurde immerhin mit 7 Toren, die er allerdings alle in der Qualifikation erzielte, Torschützenkönig des gesamten Wettbewerbs. Belgien erreichte aufgrund der mehr erzielten Tore das Finale, wo gegen Deutschland verloren wurde. Italien verlor das Spiel um Platz 3 gegen die Tschechoslowakei im Elfmeterschießen.

### EM 1984
In die Qualifikation für die EM 1984 in Frankreich gingen die Engländer mit Bobby Robson, der das Amt nach dem Aus bei der WM 1982 übernommen hatte. Für die Europameisterschaft konnte sich England dann aber unter ihm nicht qualifizieren. In der Qualifikations-Gruppe mit Dänemark, Luxemburg, Griechenland und Ungarn wurden die Dänen überraschend Gruppenerster und gewannen dabei erstmals in England. England hatte im ersten Spiel in Kopenhagen nur ein 2:2 erreicht und hatte am Ende einen Punkt weniger als die Dänen, die dann auch in Frankreich bis ins Halbfinale vorstießen. Robson blieb aber im Amt und führte England zur WM 1986, bei der die Engländer durch die Hand Gottes ausschieden.

### EM 1988
Für die Europameisterschaft in Deutschland sollte sich England gegen Jugoslawien, Nordirland und die Türkei qualifizieren. England setzte sich mit fünf Siegen und einem Remis ohne Niederlage durch und buchte das EM-Ticket.
In Deutschland wurden sie in eine Gruppe mit den Niederlanden, Irland und der UdSSR gelost. Das Auftaktspiel mussten die Engländer gegen die Iren bestreiten, die vom englischen WM-Helden Jack Charlton trainiert wurden. Charlton hatte die Iren erstmals zu einer Endrunde geführt und setzte vorwiegend auf Spieler mit irischen Wurzeln, die in England spielten. Dennoch galten die Engländer, die seit 1949 nicht mehr gegen Irland verloren hatten, als Favorit. In der 6. Minute mussten sie aber bereits das 0:1 hinnehmen, das die Iren dann bis zum Schluss verteidigten, wodurch Charlton in Irland zur Kultfigur wurde. Im zweiten Spiel gegen die Niederländer verloren die Engländer dann durch drei Tore von Marco van Basten mit 1:3 und mit ebendiesem Ergebnis verloren sie auch gegen die UdSSR. England schied damit als punktloser Gruppenletzter aus. Die Niederländer und die UdSSR trafen sich im Finale wieder, das die Niederländer, die das Gruppenspiel noch verloren hatten, für sich entschieden und erstmals Europameister wurden. Nationaltrainer Bobby Robson blieb im Amt und führte England zur WM 1990, bei der erstmals seit 1966 wieder das Halbfinale erreicht wurde.

### EM 1992
In der Qualifikation für die EM 1992 traf England dann wieder auf Irland sowie Polen und die Türkei. Nationaltrainer war nun Graham Taylor, der den nach der WM 1990 zurückgetretenen Bobby Robson beerbte. England und Irland trennten sich zweimal 1:1 und beide verloren kein Spiel. Da England aber gegen die anderen Gegner drei Siege und ein Unentschieden gelangen, während die Iren nur zu zwei Siegen und zwei Unentschieden kamen, hatten die Engländer am Ende einen Punkt mehr und damit das EM-Ticket in der Tasche.
Für die Endrunde wurden sie in einer Gruppe mit Gastgeber Schweden, Frankreich und Jugoslawien gelost. Kurz vor dem Start der Endrunde wurde Jugoslawien aber aufgrund von UN-Sanktionen als Folge der Jugoslawienkriege ausgeschlossen und Dänemark nachnominiert. Die meisten dänischen Spieler hatten – da sie nicht mit einer Teilnahme rechneten – nach dem Saisonende der nationalen Ligen schon ihren Urlaub angetreten. In Schweden trafen die Dänen daher ohne große Vorbereitung im ersten Spiel auf England und erkämpften ein torloses Remis. Gegen Frankreich reichte es im zweiten Spiel für die Engländer auch nur zu einem weiteren torlosen Remis. Gegen Gastgeber Schweden folgte dann ein 1:2 nach 1:0-Führung, die bereits in der 4. Minute erzielt wurde. Damit schied England als Gruppenletzter aus. Die Dänen, die vor dem letzten Spieltag nur auf Platz 4 lagen, gewannen überraschend ihr letztes Gruppenspiel gegen Frankreich und waren als Gruppenzweiter für das Halbfinale qualifiziert. Letztendlich erreichten sie sogar das Finale gegen Weltmeister Deutschland und gewannen auch dieses überraschend. England konnte aber schon für die nächste EM planen, da die Engländer als Gastgeber automatisch qualifiziert waren. Nationaltrainer Taylor blieb zwar noch im Amt, nachdem aber die Qualifikation für die Weltmeisterschaft 1994 in den USA verpasst wurde, trat er im November 1993 von seinem Amt zurück und wurde durch Terry Venables ersetzt.

## Endrunden mit 16 Teilnehmern

### EM 1996

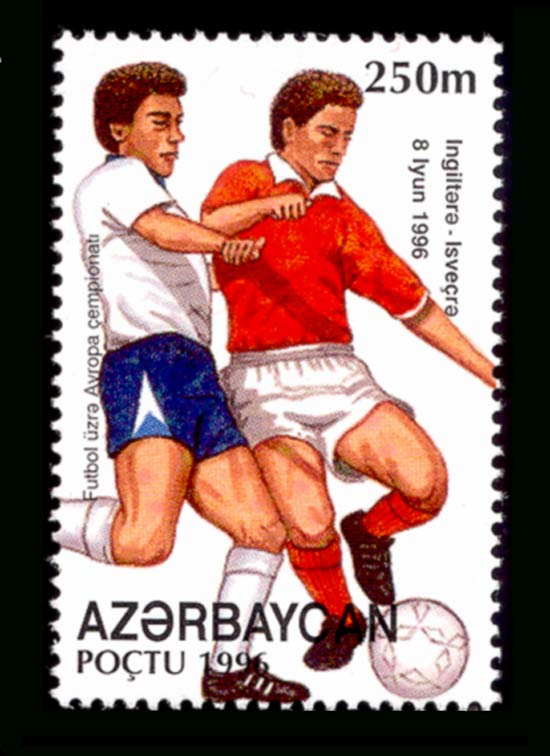
Aserbaidschanische Briefmarke zum Eröffnungsspiel gegen die Schweiz

Für die EM 1996 hatten sich England, Griechenland, die Niederlande, Österreich und Portugal beworben. Dabei stand bei der Ausschreibung noch nicht fest, dass das Turnier erstmals mit 16 Mannschaften ausgetragen werden sollte. Am 5. Mai 1992 erhielt England den Zuschlag und war damit automatisch für die Endrunde qualifiziert. Der nach der verpassten Qualifikation für die WM 1994 ins Amt gekommene Nationaltrainer Terry Venables hatte damit Zeit zum Experimentieren. Von 19 Testspielen gewann England neun, spielte achtmal remis und verlor nur gegen Brasilien und Irland.
Bei der Auslosung der Gruppen wurden den Engländern die Niederländer, die Schotten und die erstmals qualifizierten Schweizer zugelost, gegen die die Engländer im Eröffnungsspiel nur ein 1:1 erreichten. Im zweiten Spiel wurde dann Schottland mit 2:0 bezwungen und im letzten entscheidenden Gruppenspiel um den Gruppensieg die Niederländer mit 4:1. Im Viertelfinale trafen die Engländer auf Spanien und da beiden in 120 Minuten kein Tor gelang, musste das Elfmeterschießen entscheiden. Da Fernando Hierro an die Querlatte schoss und David Seaman den vierten spanischen Elfmeter halten konnte, aber die vier ersten englischen Schützen verwandelten, musste der letzte Engländer und Spanier nicht mehr antreten. England stand damit im Halbfinale gegen Rekordeuropameister Deutschland und nach einem 1:1 nach Verlängerung gab es wieder ein Elfmeterschießen. Nachdem die jeweils fünf ersten Schützen beider Mannschaften getroffen hatten, scheiterte Gareth Southgate an Andreas Köpke, während Andreas Möller als sechster deutscher Schütze verwandeln konnte. Deutschland stand damit zum fünften Mal im EM-Finale und konnte dies durch ein Golden Goal gegen Tschechien gewinnen. Mit fünf Toren wurde Alan Shearer aber als erster Engländer EM-Torschützenkönig. Kurz nach der EM wurde Nationaltrainer Venables aufgrund seiner Geschäftsaktivitäten entlassen, sein Nachfolger wurde Glenn Hoddle, der zuvor den FC Chelsea trainiert hatte.

### EM 2000
Für die EM 2000 mussten sich die Engländer dann wieder sportlich qualifizieren. In die Qualifikation gingen die Engländer mit Glenn Hoddle als Nationaltrainer, der aber 1999 durch negative Äußerungen über behinderte Menschen für einen landesweiten Skandal sorgte und nach nur drei Qualifikationsspielen entlassen wurde. Sein Nachfolger wurde im Februar 1999 Kevin Keegan. In einer Gruppe mit Schweden, Polen, Bulgarien und Luxemburg belegten sie aber mit neun Punkten Rückstand hinter Schweden nur den zweiten Platz. Zwar erzielten sie die meisten Tore und verloren nur ein Spiel, aber gewannen auch nur drei. Viermal mussten sie die Punkte teilen und profitierten am Ende davon, dass die bereits qualifizierten Schweden gegen die mit den Engländern punktgleichen Polen gewannen. So reichte es für die Engländer, um die Playoffs der Gruppenzweiten zu erreichen, in denen die Schotten der Gegner waren. Nach einem 2:0 in Schottland konnte sogar die 0:1-Heimniederlage verkraftet werden, womit die EM-Endrunde erreicht wurde.
Hier trafen sie zum Auftakt auf Portugal und führten bereits nach 18 Minuten mit 2:0. Vier Minuten später gelang dann aber Luís Figo der Anschlusstreffer und noch in der ersten Halbzeit konnten die Portugiesen ausgleichen und in der zweiten Halbzeit den 3:2-Siegtreffer erzielen. Im zweiten Spiel trafen die Engländer auf Titelverteidiger Deutschland und gewannen durch das sechste EM-Tor von Alan Shearer mit 1:0. England reichte damit ein Remis im letzten Spiel gegen Rumänien, um das Viertelfinale zu erreichen. England geriet zwar nach 22 Minuten mit 0:1 in Rückstand, konnte aber noch vor der Pause das Spiel drehen und ging mit einem 2:1, u. a. durch das siebte EM-Tor von Shearer in die zweite Halbzeit. Auch nachdem die Rumänen bereits in 48. Spielminute ausgleichen konnten, sprach noch alles für England. Eine Minute vor Schluss erhielten die Rumänen aber einen Strafstoß, den der 15 Minuten zuvor eingewechselte Ioan Viorel Ganea zum 3:2 verwandeln konnte. Damit hatte Rumänien nach zuvor acht sieglosen EM-Spielen erstmals ein EM-Spiel gewonnen, erreichte das Viertelfinale und schickte die Engländer nach Hause. Immerhin teilten diese das Schicksal mit Titelverteidiger Deutschland, der erstmals bei einer EM-Endrunde kein Spiel gewonnen hatte und nur Gruppenletzter wurde. Nationaltrainer Keegan blieb zunächst im Amt, als aber das erste Spiel der Qualifikation für die WM 2002 und letzte Spiel im alten Wembley-Stadion gegen Deutschland mit 0:1 verloren wurde, endete seine Amtszeit. Sein Nachfolger wurde als erster ausländischer Trainer der Schwede Sven-Göran Eriksson, der bis dahin nur Vereinsmannschaften überwiegend in Italien trainiert hatte.

### EM 2004
In der Qualifikation für die EM 2004 traf England auf den erstarkten WM-Dritten Türkei, die Slowakei, Mazedonien und Liechtenstein. Liechtenstein konnte als einzige Mannschaft kein Spiel gewinnen, England verlor als einzige Mannschaft der Gruppe kein Spiel, konnte aber erst im letzten Spiel durch ein torloses Remis in der Türkei Platz 1 sichern. Die Türkei scheiterte dann überraschend in den Playoffs der Gruppenzweiten an Lettland, das sich damit erstmals für eine Endrunde qualifizieren konnte und damit die erste europäische Mannschaft ist, die sich für eine EM, aber nicht für eine WM qualifizieren konnte.
In Portugal trafen die Engländer im Auftaktspiel auf Titelverteidiger Frankreich und verloren mit 1:2, wobei Zinédine Zidane die Führung der Engländer erst in der ersten Minute der Nachspielzeit durch einen direkt verwandelten Freistoß ausgleichen und in der dritten Minute der Nachspielzeit durch einen Strafstoß den Siegtreffer erzielen konnte. Zuvor hatte David Beckham in der 72. Minute einen Strafstoß nicht verwandeln können. Besser machten sie es im zweiten Spiel gegen die Schweiz, das sie mit 3:0 gewannen, wobei der 19-jährige Wayne Rooney seine ersten beiden EM-Tore erzielte. Im letzten Gruppenspiel gegen Kroatien reichte den Engländern daher ein Remis, um ins Viertelfinale einzuziehen. Nach fünf Minuten lagen sie aber mit 0:1 zurück. Es dauerte bis zur 40. Minute, ehe Paul Scholes der Ausgleichstreffer gelang, und nachdem Rooney in der Nachspielzeit der ersten Halbzeit und in der 68. Minute auf 3:1 für England erhöhte, mussten die Kroaten schon drei Tore erzielen. Zwar gelang ihnen noch der Anschlusstreffer zum 2:3, aber kurze Zeit später stellte Frank Lampard den alten Abstand wieder her und dabei blieb es. England stand damit im Viertelfinale und traf auf die Gastgeber. Hier brachte Michael Owen die Engländer bereits in der 3. Minute in Führung, die 80 Minuten lang hielt. Dann gelang Hélder Postiga der Ausgleich, der bis zum Ende der regulären Spielzeit hielt. Zehn Minuten vor Ende der Verlängerung gingen dann die Portugiesen mit 2:1 in Führung, aber Frank Lampard gelang fünf Minuten später das 2:2. Damit musste das Elfmeterschießen entscheiden und gleich den ersten Elfmeter schoss David Beckham übers Tor. Da es ihm Rui Costa nachmachte, stand es nach den ersten fünf Schützen beider Mannschaften 4:4. Nun war jeder Fehlschuss entscheidend und der erste war Darius Vassell, der am portugiesischen Torhüter Ricardo scheiterte, der anschließend den letzten Elfmeter selber verwandelte. Portugal erreichte dann auch das Finale, verlor dieses aber überraschend gegen Griechenland, das erstmals Europameister wurde.

### EM 2008
In der Qualifikationsgruppe E für die EM 2008 traf England auf Kroatien, Russland, Israel, Mazedonien, Estland und Andorra. Die beiden erstplatzierten Mannschaften waren für die Endrunde in der Schweiz und Österreich qualifiziert. Vor der Qualifikation wurde Steve McClaren neuer Nationaltrainer, der 2006 den FC Middlesbrough ins UEFA-Cup-Finale geführt hatte. England verlor beide Spiele gegen Kroatien und das Spiel in Russland, erreichte im Heimspiel gegen Mazedonien und in Israel nur torlose Remis, so dass die Siege in den anderen Spielen nur für Platz 3 reichten, womit England erstmals seit 1984 wieder die Endrunde verpasste. Einen Tag nach dem letzten Qualifikationsspiel wurde der Vertrag mit McClaren aufgelöst, sein Nachfolger wurde der Italiener Fabio Capello.

### EM 2012

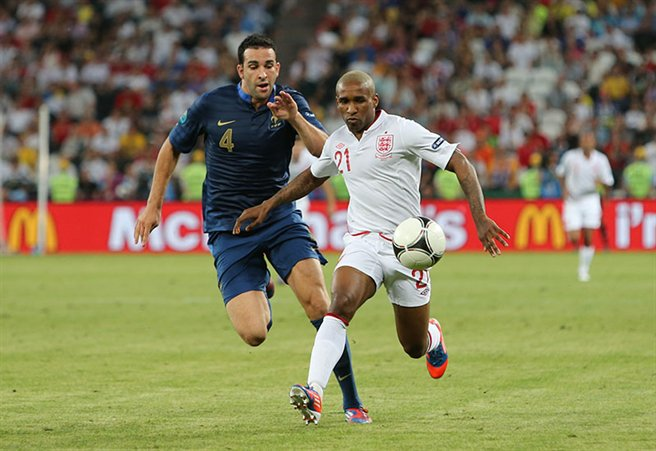
Szene aus dem Spiel gegen Frankreich (li. Adil Rami, re. Jermain Defoe)

Besser verlief die Qualifikation für die EM 2012. In einer Gruppe mit Montenegro, der Schweiz, Wales und Bulgarien gelangen den Engländern fünf Siege und drei Unentschieden ohne ein Spiel zu verlieren. Damit waren sie als Gruppensieger direkt qualifiziert. Die zweitplatzierte Mannschaft aus Montenegro scheiterte in den Playoffs der Gruppenzweiten an Tschechien.
Bei der Endrunde, die wieder in zwei Ländern stattfand, wurden die Engländer in eine Gruppe mit Frankreich, Schweden und Co-Gastgeber Ukraine gelost. Am 8. Februar 2012 trat Fabio Capello von seinem Amt als Nationaltrainer zurück, nachdem es mit der FA Streit um die Absetzung des Kapitäns John Terry durch den Verband gegeben hatte. Terry wurde aufgrund von Rassismusvorwürfen seines Amtes enthoben. Nachfolger von Capello wurde Roy Hodgson. Im ersten Spiel der Endrunde trennten sich England und Frankreich 1:1. Gegen Schweden folgte dann in einem Spiel mit wechselnden Führungen ein 3:2. Mit einem 1:0 gegen die Ukraine wurde England dann Gruppensieger und traf im Viertelfinale auf Italien. Da beide in 120 Minuten kein Tor erzielen konnten, musste wieder mal das Elfmeterschießen entscheiden und von den beiden Mannschaften mit der schlechtesten Bilanz im Elfmeterschießen waren die Italiener etwas besser und zogen durch das 4:2 ins Halbfinale ein. Hier setzten sie sich gegen Deutschland durch, verloren dann aber das Finale gegen Weltmeister und Titelverteidiger Spanien mit 0:4.

## Endrunden mit 24 Teilnehmern

### EM 2016
An der EM nehmen erstmals 24 Mannschaften teil. Für die Auslosung der Qualifikationsgruppen, die am 23. Februar 2014 erfolgte, war England in Topf 1 gesetzt. England wurde in Gruppe E gelost. Aus den anderen Töpfen wurden zugelost: Slowenien, die Schweiz, Litauen, Estland und San Marino.
Die beiden Gruppenersten qualifizieren sich direkt für die EM-Endrunde. Sollte die drittplatzierte Mannschaft bester Gruppendritter sein, ist sie ebenfalls direkt qualifiziert. Die übrigen Gruppendritten spielen in Playoffs vier weitere Teilnehmer aus.
England begann die Qualifikation mit sieben Siegen und qualifizierte sich damit als erste Mannschaft für die EM. Im siebten Spiel stellte Wayne Rooney mit seinem 49. Länderspieltor den 45 Jahre alten Rekord von Bobby Charlton ein. Da England auch die restlichen Spiele gewann, blieb England als einzige Mannschaft in der Qualifikation ohne Punktverlust. Neben England konnten sich auch erstmals Nordirland und Wales qualifizieren, womit zum ersten Mal drei britische Mannschaften an einer EM-Endrunde teilnehmen. Die letzte Teilnahme von drei britischen Mannschaften bei einem großen Turnier gab es bei der WM 1986, als sich England, Nordirland und Schottland qualifizierten.
Für die Gruppenauslosung am 12. Dezember 2015 war England mit dem drittbesten UEFA-Koeffizienten Topf 1 zugeordnet und konnte daher in der Gruppenphase weder auf Gastgeber Frankreich, Titelverteidiger Spanien noch Weltmeister Deutschland treffen. Als Gegner wurden für das Auftaktspiel – das wieder nicht gewonnen wurde – Russland sowie als weitere Gegner die beiden EM-Neulinge Slowakei und Wales zugelost. Nach dem Remis gegen Russland, das den Russen erst in der Nachspielzeit gelang, konnten die Engländer ihrerseits gegen Wales erst durch ein Tor des zur Halbzeit eingewechselten Daniel Sturridge in der Nachspielzeit gewinnen. Mit einem torlosen Remis gegen die Slowakei wurde dann als Gruppenzweiter das Achtelfinale gegen Neuling Island erreicht. Bereits nach vier Minuten gelang Kapitän Wayne Rooney durch einen verwandelten Foulelfmeter der Führungstreffer. Diesen konnten die Isländer aber nur zwei Minuten später ausgleichen und 12 Minuten später noch ein weiteres Tor nachlegen, bei dem Torhüter Joe Hart nicht gut aussah. Die Engländer spielten anschließend zu einfallslos um zum Ausgleich zu kommen. So verloren sie erstmals gegen Island und es gelang ihnen 10 Jahre nach ihrem letzten Sieg in einem K.-o.-Spiel erneut kein Sieg. Nach dem Spiel trat Nationaltrainer Roy Hodgson zurück, ihm folgte Gareth Southgate.

### EM 2021

Startaufstellungen im Finale

Für die erste paneuropäische EM hatte sich auch England mit dem Wembley-Stadion als Ausrichter für Spiele beworben und erhielt zunächst den Zuschlag für die beiden Halbfinalspiele und das Finale. Nachdem die UEFA Brüssel die Ausrichtung von drei Gruppenspielen und einem Achtelfinale entzogen hatte und London zuteilte, werden die meisten Spiele der EM in England stattfinden. Die englische Mannschaft musste sich aber wie alle anderen UEFA-Mitglieder für die EM qualifizieren. In der Qualifikation trafen die Engländer in Gruppe A auf Tschechien, das Kosovo, Montenegro und Bulgarien. Die Engländer gewannen die ersten vier Spiele, wobei sie in jedem Spiel mindestens vier Tore erzielten. Die zweite Hälfte der Qualifikation begann dann mit einer 1:2-Niederlage in Tschechien. Mit einem 6:0 in Bulgarien, das von rassistischen Beleidigungen englischer Spieler durch bulgarische Zuschauer begleitet wurde, wonach der bulgarische Trainer Krassimir Balakow zurücktrat, und einem 7:0 gegen Montenegro am vorletzten Spieltag im 1000. Spiel der englischen Länderspielgeschichte, gelang dann die vorzeitige Qualifikation. Im letzten Spiel ließen sie noch ein 4:0 im Kosovo folgen. Mit 37 Toren in acht Spielen hatten sie die beste Torquote (4,63). Nur die Belgier erzielten mehr Tore (40), benötigten dafür aber zehn Spiele.
Bei der Auslosung am 30. November wurde den Engländern Kroatien zugelost, gegen das sie bei der WM 2018 im Halbfinale ausgeschieden waren, ferner Tschechien, gegen das schon in der Qualifikation gespielt wurde, und eine Mannschaft, die sich noch über die Playoffs qualifizieren musste. Dies gelang den Schotten als letzter Mannschaft. Mit einem 1:0-Sieg gegen Vizeweltmeister Kroatien gelang den Engländern erstmals ein EM-Auftaktsieg. In der folgenden „Battle of Britain“ kamen sie nur zu einem torlosen Remis. Mit einem 1:0-Sieg gegen Tschechien konnten sie diese im letzten Gruppenspiel noch von der Tabellenspitze verdrängen, so dass sie im Achtelfinale wieder in London spielen durften, wo sie auf Deutschland trafen. Im einzigen Heimspiel des Achtelfinales, das nur deshalb in London stattfand, weil dem ursprünglich vorgesehenen Spielort Dublin die Spiele entzogen wurden, da dort keine Zusage für die Zulassung von Zuschauern gegeben wurde, gewannen die Engländer 55 Jahre nach dem WM-Finale von 1966 wieder ein K.-o.-Spiel gegen Deutschland. Für das Viertelfinale müssen sie dann aber nach Rom reisen, wo sie auf die Ukraine trafen und mit ihrem höchsten EM-Sieg (4:0) das Ticket zurück nach London buchten. Gegner im Halbfinale war Dänemark, gegen das nach Verlängerung mit 2:1 gewonnen wurde, sodass erstmals das EM-Finale erreicht wurde. Dort hatten die Engländer wieder Heimrecht und trafen auf Italien. Die Engländer gingen zwar bereits nach 116 Sekunden durch das erste Länderspieltor von Luke Shaw, das zugleich das schnellste Tor in einem EM-Finale ist, in Führung, mussten aber noch in der regulären Spielzeit den Ausgleich kassieren. Da es auch nach 120 Minuten 1:1 stand, kam es zum zweiten Mal zum Elfmeterschießen in einem EM-Finale, in dem England mit 2:3 unterlag. Zwei Fehlschützen, Marcus Rashford und Jadon Sancho, hatte Trainer Southgate erst in der 120. Minute eingewechselt.

### EM 2024

Startaufstellungen im Finale

Für die zweite EM in Deutschland qualifizierten sich die Engländer als Gruppensieger der Qualifikation vor Italien, der Ukraine, Nordmazedonien und Malta. Mit England und Italien trafen dabei erstmals die Finalisten der vorherigen EM in der Qualifikation aufeinander und sogar gleich im ersten Spiel, das die Engländer ebenso wie das Rückspiel gewannen. Gruppengegner bei der Endrunde sind Dänemark, Serbien, gegen das die Engländer noch nie gespielt haben, und Slowenien. Mit einem 1:0-Sieg gegen Serbien und Remis gegen Dänemark (1:1) sowie Slowenien (0:0) qualifizierten sich die Engländer als Gruppensieger für das Achtelfinale. Die Engländer gerieten in der 25. Minute mit 0:1 in Rückstand und Jude Bellingham konnte diesen erst in der 5. Minute der Nachspielzeit per Fallrückzieher ausgleichen. In der ersten Minute der Verlängerung gelang dann Harry Kane der 2:1-Siegtreffer. Im Viertelfinale gegen die Schweiz mussten sie ebenfalls einen Rückstand aufholen, was aber früher gelang. Danach fielen keine weiteren Tore, so dass es zum Elfmeterschießen kam. In diesem konnte Torhüter Jordan Pickford den ersten Elfmeter eines Schweizers halten. Danach waren alle Schützen erfolgreich, so dass die Engländer mit 5:3 gewannen. Im Halbfinale gerieten sie gegen die Niederländer bereits in der siebten Minute mit 0:1 in Rückstand, Harry Kane konnte aber elf Minuten später einen nach VAR-Entscheid gegebenen Strafstoß zum Ausgleich nutzen. Dabei blieb es bis zur 90. Minute, in der der neun Minuten zuvor eingewechselte Ollie Watkins noch den Siegtreffer erzielte. Im Finale trafen die Engländer auf Spanien, das alle sechs Spiele gewinnen konnte und auch im Finale nicht zu bezwingen war. Zwar konnten die Engländer die Führung der Spanier aus der 47. Minute in der 73. Minute durch den eingewechselten Cole Palmer ausgleichen, mussten aber vier Minuten vor dem Spielende den Siegtreffer der Spanier hinnehmen.

## Spieler mit den meisten Einsätzen bei Europameisterschaften

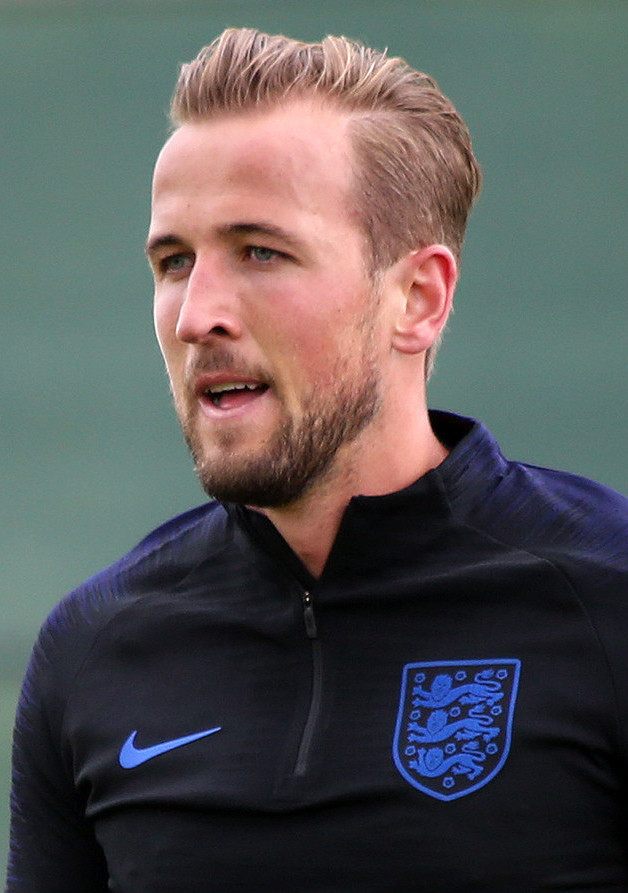
Harry Kane, Englands Spieler mit den meisten EM-Spielen

| Spiele | Spieler          | Jahr (Spiele)                |
| ------ | ---------------- | ---------------------------- |
| 18     | Harry Kane       | 2016 (4), 2021 (7), 2024 (7) |
| 16     | Kyle Walker      | 2016 (3), 2021 (6), 2024 (7) |
| 14     | Jordan Pickford  | 2021 (7), 2024 (7)           |
|        | Declan Rice      | 2021 (7), 2024 (7)           |
|        | John Stones      | 2016 (0), 2021 (7), 2024 (7) |
| 11     | Gary Neville     | 1996 (4), 2000 (3), 2004 (4) |
|        | Kieran Trippier  | 2021 (5), 2024 (6)           |
|        | Bukayo Saka      | 2021 (4), 2024 (7)           |
| 10     | Wayne Rooney     | 2004 (4), 2012 (2), 2016 (4) |
|        | Raheem Sterling  | 2016 (3), 2021 (7)           |
|        | Jude Bellingham  | 2021 (3), 2024 (7)           |
|        | Phil Foden       | 2021 (3), 2024 (7)           |
| 9      | Tony Adams       | 1988 (3), 1996 (5), 2000 (1) |
|        | Alan Shearer     | 1992 (1), 1996 (5), 2000 (3) |
|        | Steven Gerrard   | 2000 (1), 2004 (4), 2012 (4) |
|        | Luke Shaw        | 2021 (6), 2024 (3)           |
| 8      | Joe Hart         | 2012 (4), 2016 (4)           |
|        | Sol Campbell     | 1996 (1), 2000 (3), 2004 (4) |
|        | Ashley Cole      | 2004 (4), 2012 (4)           |
|        | Stuart Pearce    | 1992 (3), 1996 (5)           |
|        | Jordan Henderson | 2016 (3), 2021 (5)           |
| 7      | David Beckham    | 2000 (3), 2004 (4)           |
|        | Michael Owen     | 2000 (3), 2004 (4)           |
|        | David Platt      | 1992 (3), 1996 (4)           |
|        | Paul Scholes     | 2000 (3), 2004 (4)           |
|        | David Seaman     | 1996 (5), 2000 (2)           |
|        | John Terry       | 2004 (3), 2012 (4)           |
|        | Kalvin Phillips  | 2021 (7)                     |
|        | Marcus Rashford  | 2016 (2), 2021 (5)           |

Stand: 14. Juli 2024

## Spieler mit den meisten Toren bei Europameisterschaften
| Tore | Spieler          | Jahr (Tore)                  |
| ---- | ---------------- | ---------------------------- |
| 7    | Alan Shearer     | 1996 (5), 2000 (2)           |
|      | Harry Kane       | 2021 (4), 2024 (3)           |
| 6    | Wayne Rooney     | 2004 (4), 2012 (1), 2016 (1) |
| 3    | Frank Lampard    | 2004 (3), 1996 (0)           |
|      | Raheem Sterling  | 2021 (3)                     |
| 2    | Michael Owen     | 2000 (1), 2004 (1)           |
|      | Paul Scholes     | 2000 (1), 2004 (1)           |
|      | Teddy Sheringham | 1996 (2)                     |
|      | Jude Bellingham  | 2024 (2)                     |
| 1    | 23 Spieler       |                              |

Stand: 14. Juli 2024

## Bei Europameisterschaften gesperrte Spieler
- 1968 wurde Alan Mullery im Halbfinale als erster Engländer in einem Länderspiel vom Platz gestellt und war für das Spiel um Platz 3 gesperrt.
- 1992 erhielt Tony Daley im letzten Gruppenspiel die zweite Gelbe Karte, da England ausschied, hatte diese keinen Effekt.
- 1996 erhielt Paul Ince im letzten Gruppenspiel die zweite Gelbe Karte und war für das Viertelfinale gesperrt. In diesem erhielt Gary Neville ebenfalls die zweite Gelbe Karte und war für das Halbfinale gesperrt.
- 2012 war Wayne Rooney für die ersten beiden Gruppenspiele aufgrund einer im letzten Qualifikationsspiel erhaltenen Roten Karte gesperrt.

## Anteil der im Ausland spielenden Spieler im EM-Kader
Legionäre spielten im Kader immer nur eine sehr geringe Rolle, zumeist waren es herausragende bzw. zuletzt junge Spieler, die ins Ausland gewechselt waren.
| Jahr (Spiele) | Anzahl (Länder)                                    | Spieler (Einsätze)                                                    |
| ------------- | -------------------------------------------------- | --------------------------------------------------------------------- |
| 1968 (2)      | 0                                                  |                                                                       |
| 1980 (3)      | 2 (in Deutschland)                                 | Kevin Keegan (3), Tony Woodcock (3)                                   |
| 1988 (3)      | 4 (2 in Frankreich, 1 in Schottland, 1 in Spanien) | Mark Hateley (3), Glenn Hoddle (3); Chris Woods (1); Gary Lineker (3) |
| 1992 (3)      | 2 (1 in Frankreich, 1 in Italien)                  | Trevor Steven (2); David Platt (3)                                    |
| 1996 (5)      | 2 (1 in Italien, 1 in Schottland)                  | Paul Ince (3); Paul Gascoigne (5)                                     |
| 2000 (3)      | 1 (in Spanien)                                     | Steve McManaman (1)                                                   |
| 2004 (4)      | 2 (1 in Deutschland, 1 in Spanien)                 | Owen Hargreaves (3); David Beckham (4)                                |
| 2012 (4)      | 0                                                  |                                                                       |
| 2016 (4)      | 0                                                  |                                                                       |
| 2021 (7)      | 3 (2 in Deutschland, 1 in Spanien)                 | Jude Bellingham (3), Jadon Sancho (3); Kieran Trippier (5)            |
| 2024 (7)      | 2 (1 in Deutschland, 1 in Spanien)                 | Harry Kane (7); Jude Bellingham (7)                                   |

Stand: 14. Juli 2024

## Rekorde
- Die meisten Spiele in einer Stadt: 11 (5× im alten und 6× neuen Wembley-Stadion in London)
- Nur die gegen Serbien (1:0 in der Vorrunde 2024, einzige Begegnung) und die Ukraine (4:0 im Viertelfinale 2021) gelangen die höchsten Siege bei einem EM-Turnier.
- Gegen folgende Länder kassierte die englische Mannschaft ihre höchsten Niederlagen bei EM-Turnieren:
  -  Island: Achtelfinale 2016 - 1:2 (erste Niederlage gegen Island)
  -  Niederlande: Vorrunde 1988 - 1:3 (zudem zweimal 0:2 in Freundschaftsspielen und in der WM-Qualifikation 1994)
  -  Rumänien: Vorrunde 2000 - 2:3 (zudem je einmal 1:2 in der WM-Qualifikation 1982 und der WM-Vorrunde 1998)
  -  Sowjetunion: Vorrunde 1988 - 1:3 (zudem ein 0:2 in einem Freundschaftsspiel)

### Negativrekorde
- England konnte am häufigsten das Auftaktspiel nicht gewinnen: 2 Siege (2021 und 2024), 5 Remis und 4 Niederlagen
- Die meisten verlorenen Elfmeterschießen: England und die Niederlande (je 3 von 4)
- Erster Platzverweis: Alan Mullery in der 87. Minute des Spiels Jugoslawien – England am 5. Juni 1968 (eine Minute nachdem das 1:0 gefallen war). Er war zudem der erste englische Spieler, der in einem Länderspiel vom Platz gestellt wurde.[9]

## Spiele
England bestritt bisher 45 EM-Spiele, davon wurden in regulärer Spielzeit und Verlängerung 18 gewonnen, elf verloren und 16 endeten remis. Acht Spiele mussten verlängert werden und davon wurden je zwei „regulär“ gewonnen sowie im Elfmeterschießen gewonnen und vier verloren.
England nahm einmal, 1996 als Gastgeber am Eröffnungsspiel der EM teil, hatte bisher elf Heimspiele – alle in London – und spielte viermal gegen den Gastgeber (1980, 1992 und 2012 jeweils in der Vorrunde, 2004 im Viertelfinale).
England spielte zweimal (2000 und 2004 jeweils in der Vorrunde) gegen den Titelverteidiger und fünfmal (1988 und 1992 in der Vorrunde, 1996 im Halbfinale sowie 2021 und 2024 im Finale) gegen den späteren Europameister. Häufigste Gegner sind Dänemark, Deutschland, Frankreich, Italien, die Niederlande, die Schweiz und Spanien, gegen die je dreimal gespielt wurde.
| Alle EM-Spiele |               |                      |                  |   |                         |                  |                                                                |
| Nr.            | Datum         | Ergebnis             | Gegner           |   | Austragungsort          | Anlass           | Bemerkungen                                                    |
| 1              | 5. Juni 1968  | 0:1                  | Jugoslawien      | * | Florenz (ITA)           | Halbfinale       |                                                                |
| 2              | 8. Juni 1968  | 2:0                  | Sowjetunion      | * | Rom (ITA)               | Spiel um Platz 3 |                                                                |
| 3              | 12. Juni 1980 | 1:1                  | Belgien          | * | Turin (ITA)             | Vorrunde         |                                                                |
| 4              | 15. Juni 1980 | 0:1                  | Italien          | A | Turin (ITA)             | Vorrunde         |                                                                |
| 5              | 18. Juni 1980 | 2:1                  | Spanien          | * | Neapel (ITA)            | Vorrunde         |                                                                |
| 6              | 12. Juni 1988 | 0:1                  | Irland           | * | Stuttgart (BRD)         | Vorrunde         |                                                                |
| 7              | 15. Juni 1988 | 1:3                  | Niederlande      | * | Düsseldorf (BRD)        | Vorrunde         | 100. Länderspiel von Peter Shilton                             |
| 8              | 18. Juni 1988 | 1:3                  | Sowjetunion      | * | Frankfurt am Main (BRD) | Vorrunde         |                                                                |
| 9              | 11. Juni 1992 | 0:0                  | Dänemark         | * | Malmö (SWE)             | Vorrunde         |                                                                |
| 10             | 14. Juni 1992 | 0:0                  | Frankreich       | * | Malmö (SWE)             | Vorrunde         |                                                                |
| 11             | 17. Juni 1992 | 1:2                  | Schweden         | A | Solna (SWE)             | Vorrunde         |                                                                |
| 12             | 8. Juni 1996  | 1:1                  | Schweiz          | H | London                  | Vorrunde         |                                                                |
| 13             | 15. Juni 1996 | 2:0                  | Schottland       | H | London                  | Vorrunde         |                                                                |
| 14             | 18. Juni 1996 | 4:1                  | Niederlande      | H | London                  | Vorrunde         |                                                                |
| 15             | 22. Juni 1996 | 0:0 n. V.; 4:2 i. E. | Spanien          | H | London                  | Viertelfinale    |                                                                |
| 16             | 26. Juni 1996 | 1:1 n. V.; 5:6 i. E. | Deutschland      | H | London                  | Halbfinale       | Letztes Spiel unter Terry Venables                             |
| 17             | 12. Juni 2000 | 2:3                  | Portugal         | * | Eindhoven (NLD)         | Vorrunde         |                                                                |
| 18             | 17. Juni 2000 | 1:0                  | Deutschland (TV) | * | Charleroi (BEL)         | Vorrunde         |                                                                |
| 19             | 20. Juni 2000 | 2:3                  | Rumänien         | * | Charleroi (BEL)         | Vorrunde         |                                                                |
| 20             | 13. Juni 2004 | 1:2                  | Frankreich (TV)  | * | Lissabon (PRT)          | Vorrunde         |                                                                |
| 21             | 17. Juni 2004 | 3:0                  | Schweiz          | * | Coimbra (PRT)           | Vorrunde         |                                                                |
| 22             | 21. Juni 2004 | 4:2                  | Kroatien         | * | Lissabon (PRT)          | Vorrunde         |                                                                |
| 23             | 24. Juni 2004 | 2:2 n. V., 5:6 i. E. | Portugal         | A | Lissabon (PRT)          | Viertelfinale    |                                                                |
| 24             | 11. Juni 2012 | 1:1                  | Frankreich       | * | Donezk (UKR)            | Vorrunde         |                                                                |
| 25             | 15. Juni 2012 | 3:2                  | Schweden         | * | Kiew (UKR)              | Vorrunde         |                                                                |
| 26             | 19. Juni 2012 | 1:0                  | Ukraine          | A | Donezk (UKR)            | Vorrunde         |                                                                |
| 27             | 24. Juni 2012 | 0:0 n. V.; 2:4 i. E. | Italien          | * | Kiew (UKR)              | Viertelfinale    |                                                                |
| 28             | 11. Juni 2016 | 1:1                  | Russland         | * | Marseille (FRA)         | Vorrunde         |                                                                |
| 29             | 16. Juni 2016 | 2:1                  | Wales            | * | Lens (FRA)              | Vorrunde         |                                                                |
| 30             | 20. Juni 2016 | 0:0                  | Slowakei         | * | Saint-Étienne (FRA)     | Vorrunde         |                                                                |
| 31             | 27. Juni 2016 | 1:2                  | Island           | * | Nizza (FRA)             | Achtelfinale     | Erste Niederlage gegen Island, letztes Spiel unter Roy Hodgson |
| 32             | 13. Juni 2021 | 1:0                  | Kroatien         | H | London                  | Vorrunde         |                                                                |
| 33             | 18. Juni 2021 | 0:0                  | Schottland       | H | London                  | Vorrunde         | Erstes torloses Spiel gegen Schottland in England              |
| 34             | 22. Juni 2021 | 1:0                  | Tschechien       | H | London                  | Vorrunde         |                                                                |
| 35             | 29. Juni 2021 | 2:0                  | Deutschland      | H | London                  | Achtelfinale     |                                                                |
| 36             | 3. Juli 2021  | 4:0                  | Ukraine          | * | Rom                     | Viertelfinale    | Höchster EM-Sieg und höchster Sieg gegen die Ukraine           |
| 37             | 7. Juli 2021  | 2:1 n. V.            | Dänemark         | H | London                  | Halbfinale       |                                                                |
| 38             | 11. Juli 2021 | 1:1 n. V., 2:3 i. E. | Italien          | H | London                  | Finale           | Erstes EM-FInale                                               |
| 39             | 16. Juni 2024 | 1:0                  | Serbien          | * | Gelsenkirchen (DEU)     | Vorrunde         | Erstes Spiel gegen Serbien                                     |
| 40             | 20. Juni 2024 | 1:1                  | Dänemark         | * | Frankfurt am Main (DEU) | Vorrunde         |                                                                |
| 41             | 25. Juni 2024 | 0:0                  | Slowenien        | * | Köln (DEU)              | Vorrunde         |                                                                |
| 42             | 30. Juni 2024 | 2:1 n. V.            | Slowakei         | * | Gelsenkirchen (DEU)     | Achtelfinale     |                                                                |
| 43             | 6. Juli 2024  | 1:1 n. V., 5:3 i. E. | Schweiz          | * | Düsseldorf (DEU)        | Viertelfinale    | 100. Länderspiel unter Nationaltrainer Gareth Southgate        |
| 44             | 10. Juli 2024 | 2:1                  | Niederlande      | * | Dortmund (DEU)          | Halbfinale       |                                                                |
| 45             | 14. Juli 2024 | 1:2                  | Spanien          | * | Berlin (DEU)            | Finale           |                                                                |